# 董洵

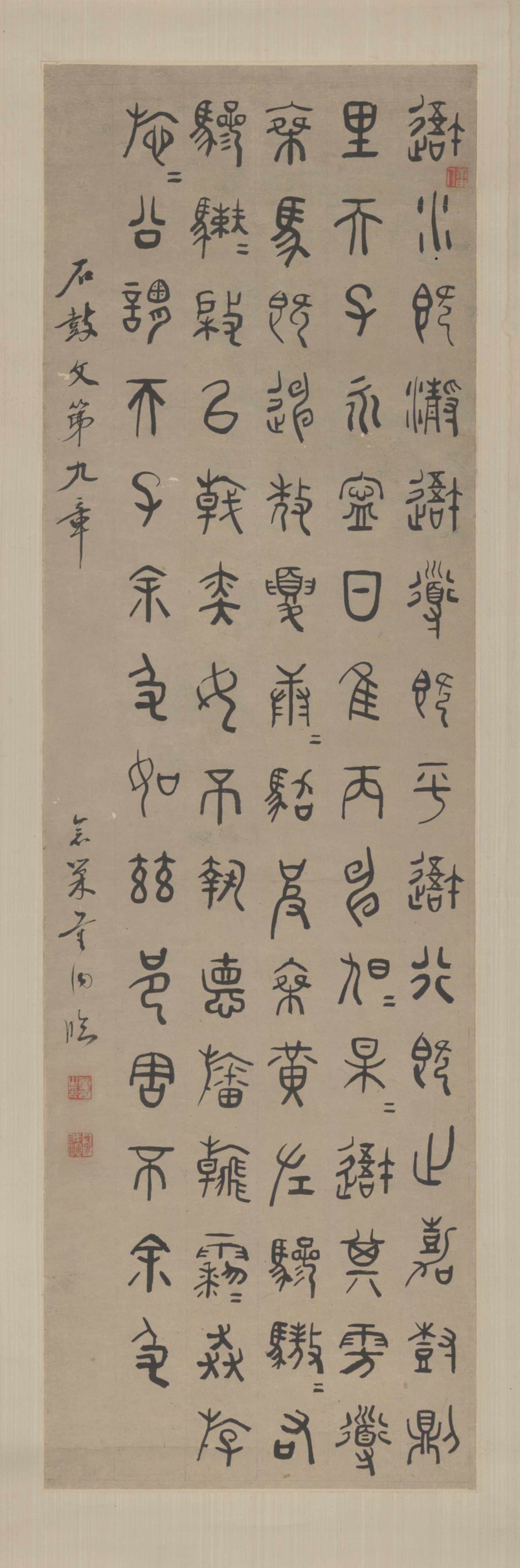
董洵临石鼓文（北京故宫博物院藏）

董洵（1740年—1812年），字企泉，号小池、又号念巢，浙江山阴（今绍兴）人。
生于乾隆五年（1740年），幼时在乡塾读书，好摹習篆刻，以秦汉为宗。曾任四川宝县主簿，与余集、羅聘、黃鉞、董石芝、巴慰祖、胡唐、王聲等友善，时称“董巴胡王”，不久棄官，攜琴書游歷名山大川，"诗益鸿放，画逾雄奇" 。後流居京師，以鬻印為生。工诗，善写兰竹，師法鄭思肖，“煙叢晴葉，秀逸多姿”。嘉慶十七年（1812年）卒。著有《小池诗钞》、《多野斋印说》、《石寿轩印谱》等。